# Ґульбенішкі
Ґульбенішкі (пол. Gulbieniszki) — село в Польщі, у гміні Єленево Сувальського повіту Підляського воєводства.
Населення — 111 осіб (2011).
У 1975-1998 роках село належало до Сувальського воєводства.

## Демографія
Демографічна структура станом на 31 березня 2011 року:
|          | Загалом | Допрацездатний вік | Працездатний вік | Постпрацездатний вік |
| -------- | ------- | ------------------ | ---------------- | -------------------- |
| Чоловіки | 57      | 16                 | 35               | 6                    |
| Жінки    | 54      | 15                 | 26               | 13                   |
| Разом    | 111     | 31                 | 61               | 19                   |